# Weerberg
Weerberg est une commune autrichienne du district de Schwaz dans le Tyrol.

## Cyclisme
Weerberg fut grimpé deux fois lors de la 3e étape du tour des Alpes 2024.